# Lee Gibson
Lee Helen Gibson (* 23. September 1991 in Rutherglen als Lee Helen Alexander) ist eine schottische Fußballtorhüterin. Die Torfrau steht beim schottischen Verein Glasgow City FC unter Vertrag und spielt seit 2017 für die schottische Nationalmannschaft.

## Karriere

### Vereine
Alexander besuchte die Calderglen High School. Von 2011 bis 2015 spielte sie für Glasgow City FC und gewann mit dem Verein 13 Trophäen. Mit Glasgow nahm sie 2011/12 erstmals an der UEFA Women’s Champions League teil. Bei einem Turnier in Serbien qualifizierten sich die Schottinnen mit drei Siegen und 17:0 Toren für das Sechzehntelfinale. Alexander kam dabei aber nur beim 8:0 gegen FC Mosta zum Einsatz. Zudem wurde sie bei den beiden Niederlagen gegen den 1. FFC Turbine Potsdam im Achtelfinale eingesetzt. 2012/13 hatte sie nur einen Einsatz in der Qualifikationsrunde gegen FC Noroc Nimoreni. Die Schottinnen qualifizierten sich wieder für das Sechzehntelfinale, wo sie durch ein Tor weniger gegen Fortuna Hjørring ausschieden. Hier stand aber Claire Johnstone im Tor. 2013/14 lief es für sie und Glasgow besser. Sie stand in allen sieben Spielen im Tor, zunächst bei den drei Qualifikationsspielen, die mit drei Siegen und 18:0 Siegen bei einem Turnier in den Niederlanden abgeschlossen wurden. Im Sechzehntelfinale setzten sie sich mit 2:2 und 3:1 gegen Standard Lüttich durch. Im Achtelfinale wurden dann beide Spiele gegen den Arsenal Women FC verloren. 2014/15 wurde sogar das Viertelfinale erreicht, wo sie aber zweimal gegen Paris Saint-Germain verloren. Sie kam in acht der neun Spiele zum Einsatz. 2015/16 war Glasgow erstmals direkt für das Sechzehntelfinale qualifiziert, verlor dort aber beide Spiele gegen die Chelsea Ladies.
Im Dezember 2015 erhielt sie einen Vertrag beim schwedischen Erstligisten Mallbackens IF. Sie kam in allen 22 Ligaspielen zum Einsatz, blieb dabei dreimal ohne Gegentor, musste aber 57 Tore zulassen, so viele Gegentore wie keine andere Torhüterin der Saison. Als Tabellenletzter stieg Mallbackens IF ab und Alexander kehrte zurück nach Glasgow.
Dort gewann sie 2017 und 2018 erneut die schottische Meisterschaft. In der UEFA Women’s Champions League 2017/18 war Glasgow wieder direkt für das Sechzehntelfinale qualifiziert und traf auf den kasachischen Meister BIIK Kazygurt. Nach einer 0:3-Niederlage in Kasachstan reichte der 4:1-Heimsieg aufgrund der Auswärtstorregel nicht um das Achtelfinale zu erreichen. Aufgrund dieses frühen Ausscheidens mussten sie 2018/19 wieder in die Qualifikation, konnten sich dort aber gegen den belgischen, polnischen und georgischen Meister durchsetzen. In der K.-o.-Runde ging es dann zweimal nach Barcelona, aber zunächst zum zyprischen Meister Somatio Barcelona FA, wo nach einem 2:0-Auswärtssieg eine 0:1-Heimniederlage verkraftet werden konnte. Im Achtelfinale wurde dann zweimal gegen die Frauen des spanischen FC Barcelona verloren (0:5 und 0:3).
In der UEFA Women’s Champions League 2019/20 hatte sie maßgeblichen Anteil daran, dass Glasgow das Viertelfinale erreichte, indem sie im Achtelfinale gegen Brøndby IF nach dem 2:0-Sieg im Auswärtsspiel nicht nur eine höhere Niederlage im Heimspiel verhinderte, sondern auch beim entscheidenden Elfmeterschießen drei Elfmeter halten konnte. In der UEFA Women’s Champions League 2020/21 konnte sie sich mit ihrer Mannschaft durch zwei gewonnene Elfmeterschießen ins Sechzehntelfinale kämpfen, wo sie aber durch zwei Niederlagen gegen Sparta Prag ausschieden. Ein Jahr später blieb sie in den beiden Spielen der ersten Qualifikationsrunde ohne Gegentor, schied dann aber mit ihrer Mannschaft in der zweiten Qualifikationsrunde gegen den Schweizer Meister Servette FC Chênois Féminin nach einem 1:1 in der Schweiz durch eine 1:2-Heimniederlage aus, womit die erstmals eingeführte Gruppenphase verpasst wurde.

### Nationalmannschaft
Alexander spielte für die schottische U-17- und U-19-Mannschaft, für die sie in der zweiten Qualifikationsrunde zur U-19-Fußball-Europameisterschaft der Frauen 2010 ein Spiel bestritt. Die Schottinnen qualifizierten sich als bester Gruppenzweiter für die Endrunde in Mazedonien. Hier wurde sie im zweiten Gruppenspiel gegen Deutschland in der 75. Minute beim Stand von 1:2 eingewechselt und kassierte dann noch drei Gegentore. Da die Schottinnen schon das erste Spiel gegen England verloren hatten, bestand keine Chance mehr das Halbfinale zu erreichen. Im dritten Spiel gegen Italien stand sie dann in der Startelf und kassierte beim 3:3 wieder drei Gegentore. Damit endete ihre Zeit in den Juniorinnenmannschaften.
Zu ihrem ersten Einsatz in der A-Nationalmannschaft kam sie erst sieben Jahre später. Sie wurde zwar im Juni 2017 für die EM-2017 nominiert, für die sich die Schottinnen erstmals qualifiziert hatten, dort aber nicht eingesetzt. Da nach der EM die schottische Rekordnationalspielerin und Weltrekordtorhüterin Gemma Fay zurückgetreten war, galt es für die neue schottische Nationaltrainerin Shelley Kerr eine neue „Nummer 1“ zu finden. Kandidatinnen waren Shannon Lynn, die bis zur EM schon 24 Länderspiele bestritten hatten und die sechs Jahre jüngere Lee Alexander, die noch kein Länderspiel bestritten hatte.
Im ersten Spiel nach der EM, einem Freundschaftsspiel gegen Ungarn, das am 14. September 2017 mit 3:0 gewonnen wurde, stand Alexander in der Startelf. Sie wurde aber nach einer Stunde beim Stand von 2:0 aus- und Lynn eingewechselt.
In der darauf folgenden Qualifikation für die WM 2019 stand dann aber nur Alexander im Tor. Die Schottinnen qualifizierten sich als Gruppensieger erstmals für eine WM-Endrunde. Alexander blieb dabei aber nur in zwei Spielen ohne Gegentor und kassierte sieben Tore. Mehr Tore kassierten von den für die WM qualifizierten Mannschaften nur Argentinien, Jamaika und Thailand. Lynn kam dagegen bis zur Nominierung des WM-Kaders am 2. Mai nur zu fünf Einsätzen bei Freundschaftsspielen. Beide wurden aber für die WM nominiert. Bei der WM, bei der die Schottinnen nach der Gruppenphase ausschieden, kam sie in den drei Gruppenspielen zum Einsatz. Im letzten Gruppenspiel gegen Argentinien führten die Schottinnen nach 69 Minuten mit 3:0, fünf Minuten später kassierte sie das erste Gegentor, weitere fünf Minuten später fälschte sie einen Weitschuss ins eigene Tor ab und in der vierten Minute der Nachspielzeit musste sie auch noch das 3:3 per Strafstoß hinnehmen, wodurch sie ausschieden. Dabei hatte sie zunächst den Strafstoß halten können, sich dabei aber zu früh von der Linie bewegt, so dass der Strafstoß nach Videobeweis wiederholt und dann verwandelt wurde.
In der Qualifikation für die EM 2022 wurde sie in sieben Spielen eingesetzt, wobei sie viermal kein Gegentor kassierte. In den anderen drei Spielen verloren die Schottinnen jeweils mit 0:1 und verpassten dadurch die EM-Endrunde. In den ersten fünf Spielen der Qualifikation für die WM 2023 stand sie immer im Tor, blieb aber nur im ersten Spiel gegen Ungarn ohne Gegentor. Im fünften Spiel musste sie gegen Spanien acht Gegentreffer hinnehmen – das 0:8 ist eine der beiden höchsten Niederlagen der Schottinnen. Als Gruppenzweite qualifizierten sich die Schottinnen für die Play-offs. Hier gewannen sie zunächst gegen Österreich, verloren dann aber trotz Heimrecht gegen Irland, das sich damit erstmals für die WM-Endrunde qualifizierte.
In der erstmals ausgetragenen UEFA Women’s Nations League wurde sie in vier der sechs Spielen eingesetzt. Als Gruppenletzte stiegen die Schottinnen in Liga B ab. In der Qualifikation für die EM 2025 stand sie in vier Gruppenspielen und im ersten Play-off-Spiel gegen Ungarn im Tor. Beim Ausscheiden gegen Finnland saß sie nur auf der Bank.

## Erfolge
- Schottische Meisterin 2011, 2012, 2013, 2014, 2015, 2017, 2018, 2019, 2020/21, 2022/23
- Schottische Pokalsiegerin: 2011, 2012, 2013, 2014, 2015 und 2019
- Schottische Ligapokalsiegerin: 2012, 2013, 2014, 2015

## Privatleben
Im Mai 2022 heiratete sie David Gibson und nahm den Namen ihres Ehemanns an.